# Olio

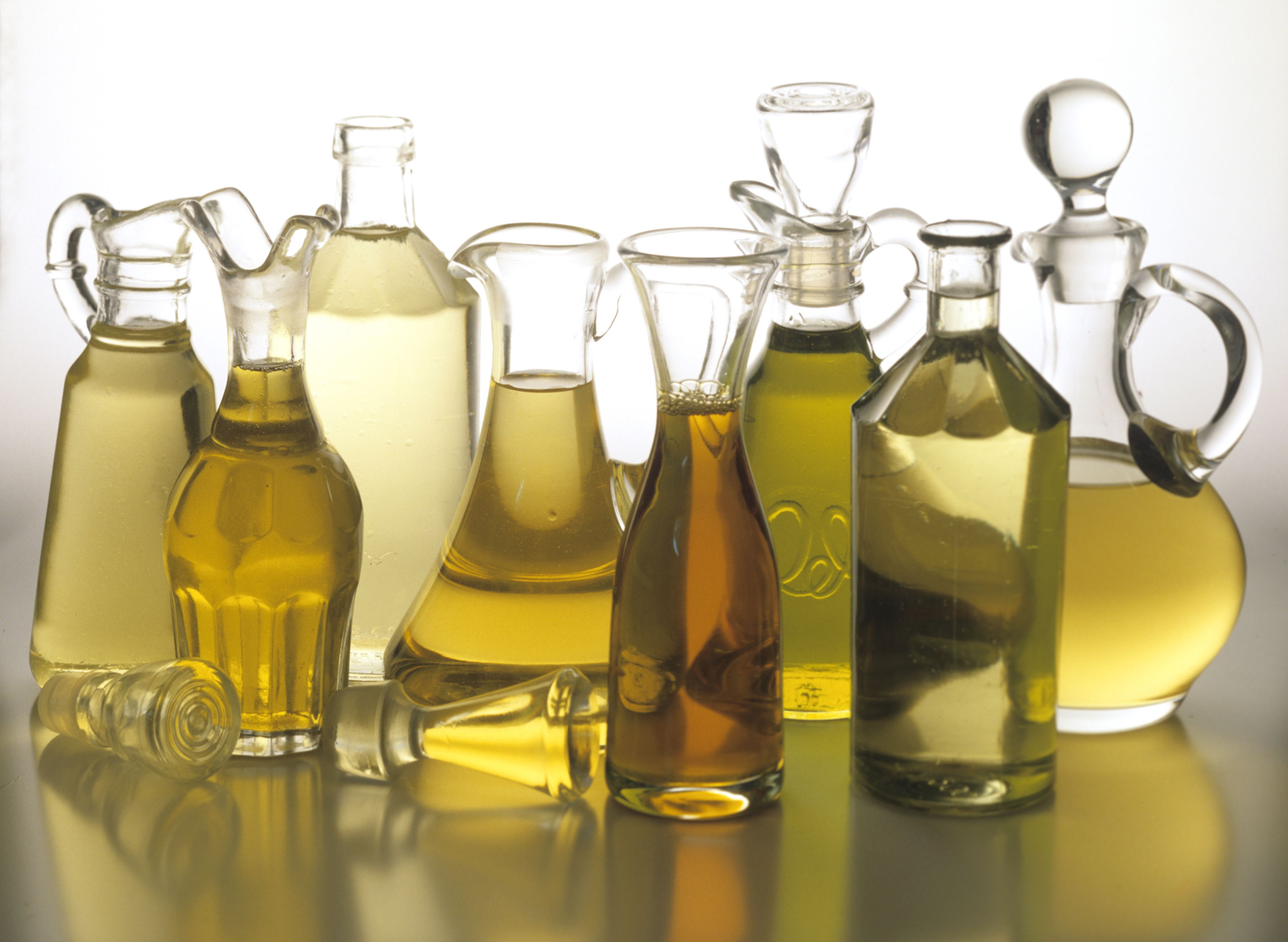
Varietà di oli vegetali

L'olio (dal latino olĕum, a sua volta dal greco ἔλαιον, élaion) è un liquido organico ad alta viscosità, lipofilo (cioè miscibile con altri oli) e idrofobo (cioè immiscibile con acqua).
In origine il termine si riferiva unicamente all'olio di oliva, ricavato dalla spremitura dei frutti dell'olivo. In seguito questo nome è stato esteso a tutti i lipidi che si trovano allo stato liquido a temperatura ambiente e anche ad altri liquidi che presentano proprietà simili ma composizione differente (ad esempio oli minerali).
Sono utilizzati a scopo alimentare, come combustibili, lubrificanti e nella produzione di vernici, materie plastiche e altri materiali. Sono inoltre utilizzati in cerimonie religiose come veicolo di purificazione.

## Proprietà chimico-fisiche
Gli oli di origine biologica sono costituiti principalmente da gliceridi e in secondo luogo da altri componenti secondari, quali: acidi grassi liberi, fosfolipidi, steroli, idrocarburi, pigmenti, cere e vitamine.
Tutti gli oli, sebbene abbiano una composizione chimica differente tra di loro, presentano delle caratteristiche che li accomunano, che sono:
- liquidi a temperatura ambiente
- untuosità
- densità in genere minore dell'acqua
- generalmente infiammabili
- insolubilità in acqua.

## Classificazione
Gli oli (anche detti oli grassi o lipidici), a seconda da dove vengono estratti, possono essere divisi in:
- oli animali: sono formati da esteri della glicerina e di acidi grassi di origine animale;[3] gli oli animali più comuni sono gli oli di animali acquatici, in particolare oli di cetacei e oli di pesce (ad esempio olio di fegato di merluzzo);[3] vengono usati spesso in ambito farmacologico;[4]
- oli vegetali: ottenuti generalmente da semi di molte piante (ad esempio olio di colza), dai germi delle cariossidi dei cereali o dalla polpa di alcuni frutti (olio di oliva);[3] sono utilizzati spesso come oli alimentari, nell'ambito della cosmesi,[4] nella pittura ad olio[4] (sotto forma di olio siccativo) e in minore parte come biocombustibili;[3] possono inoltre essere idrogenati per produrre la margarina;[2]
- oli minerali: petrolio e suoi derivati liquidi di natura idrocarburica;[3] vengono utilizzati spesso come combustibili e come lubrificanti;[4]
- oli essenziali o essenze: miscele di terpeni, spesso odorose;[3] sono molto volatili e vengono utilizzati spesso in cosmesi.[4]

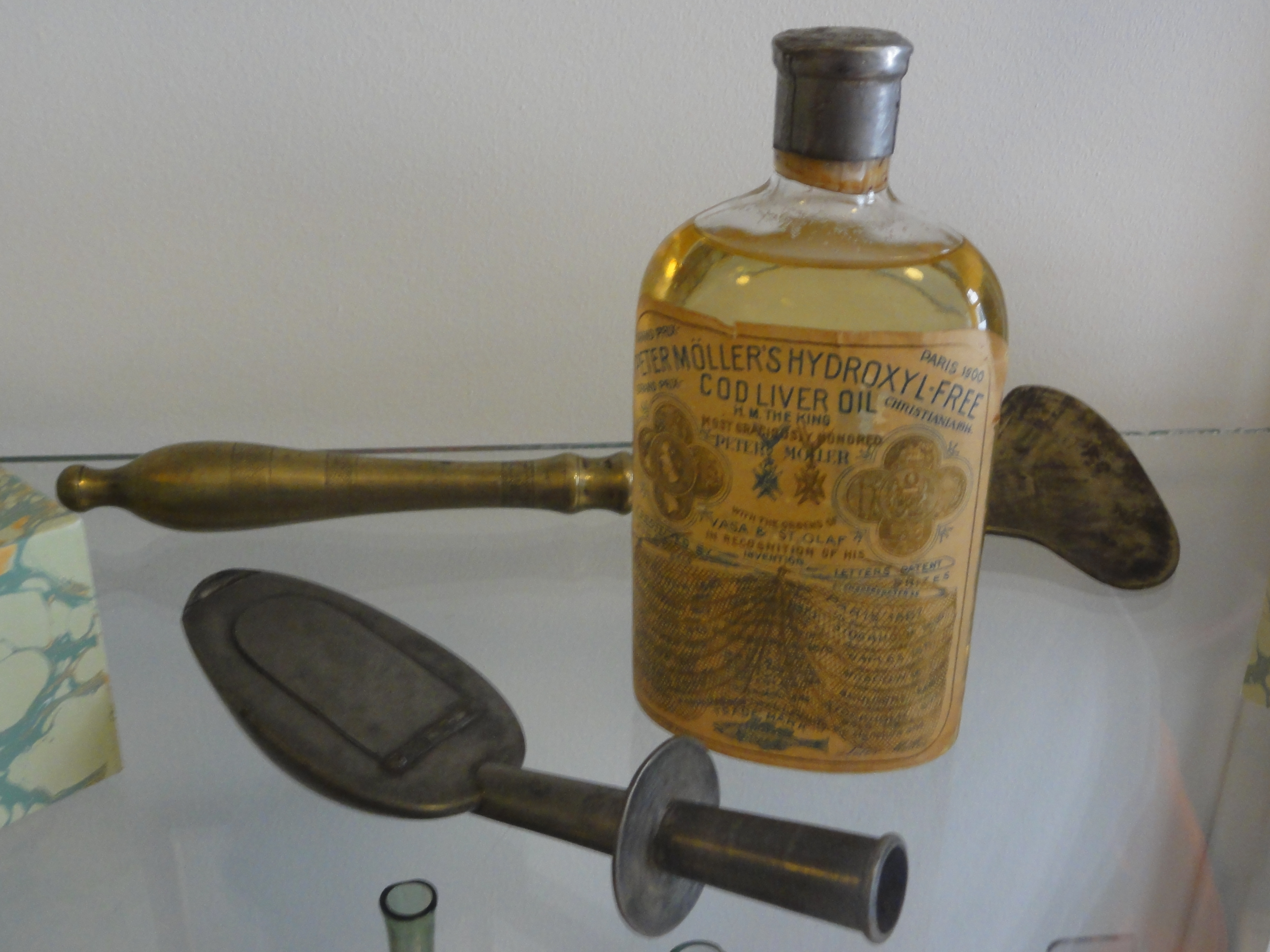
Olio di fegato di merluzzo
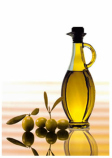
Olio di oliva
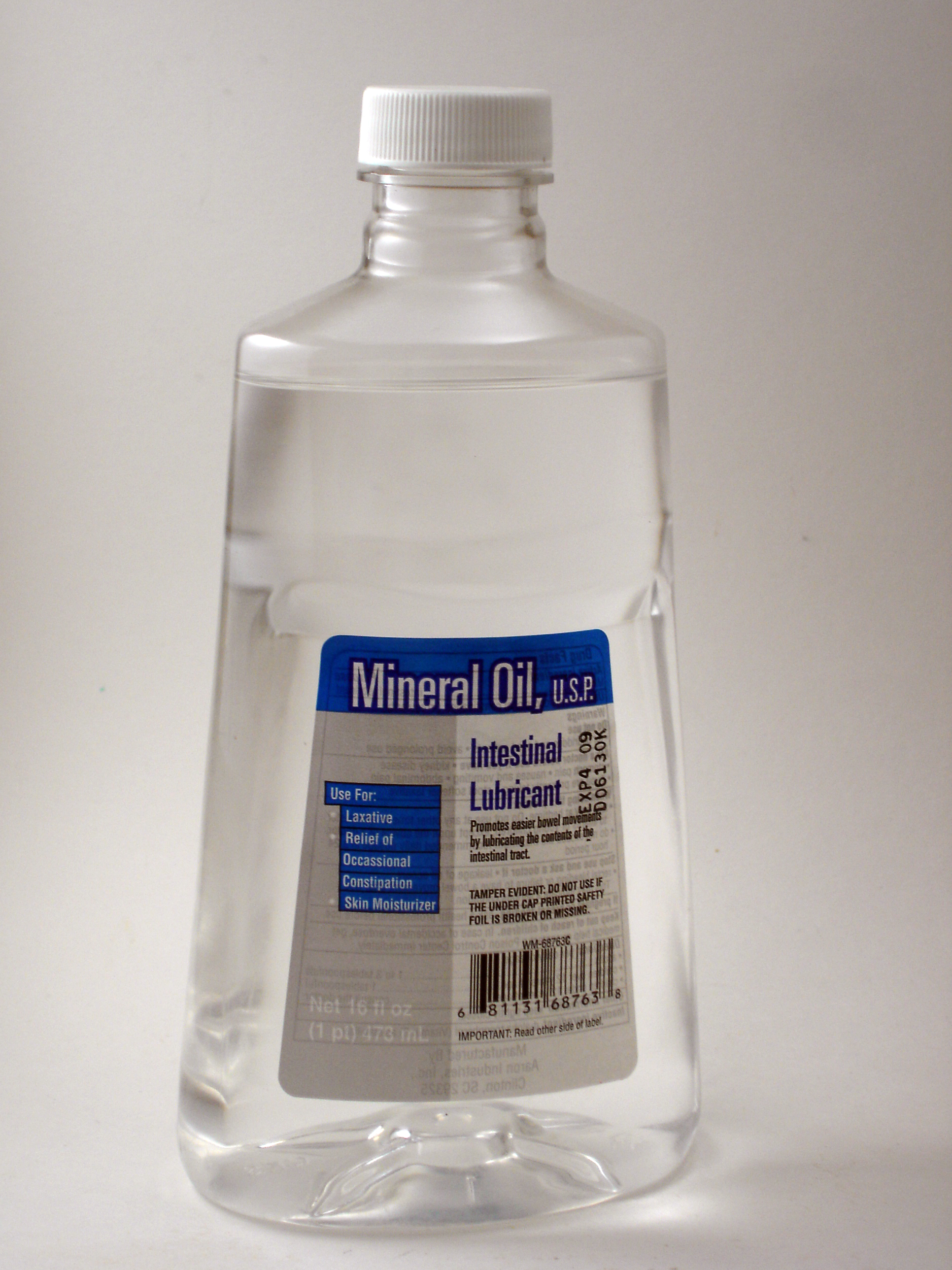
Olio minerale
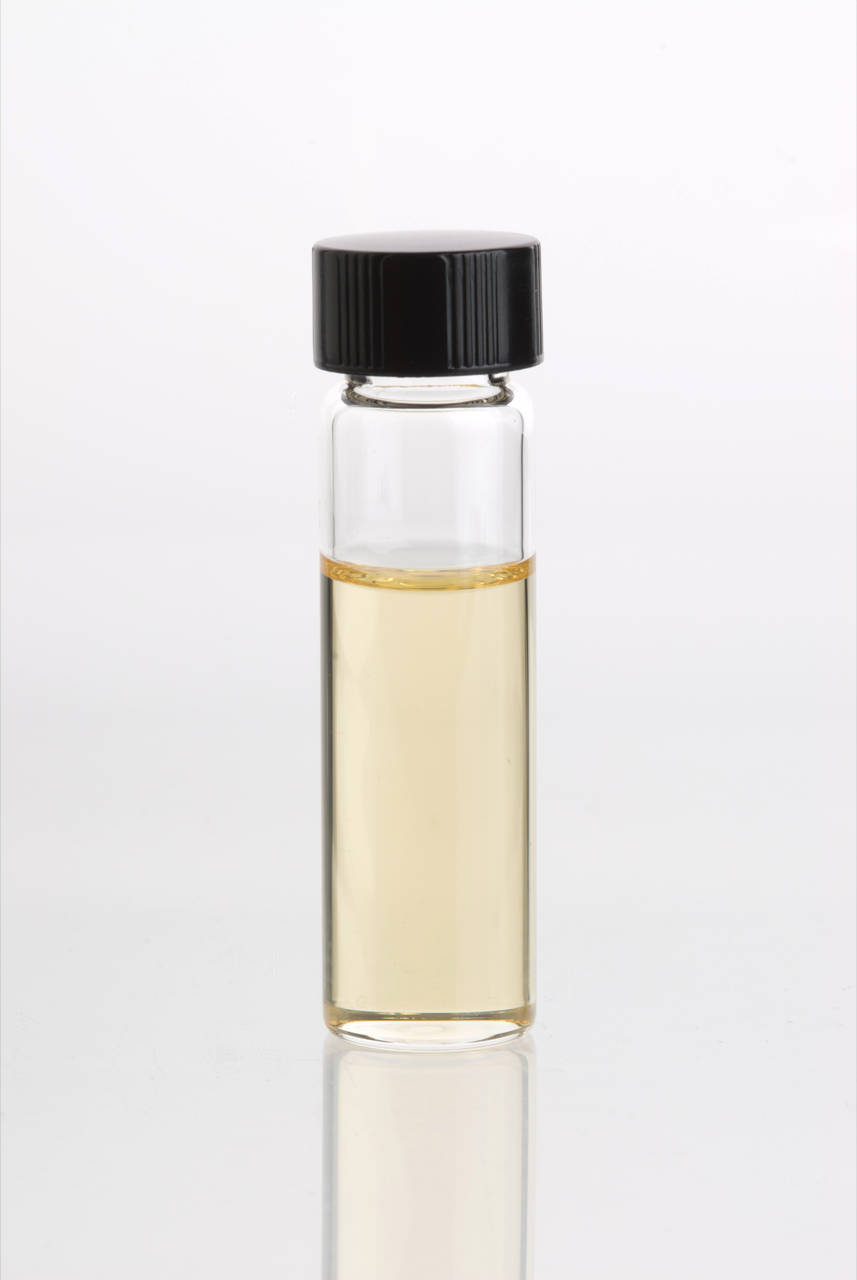
Olio essenziale di eucalipto

### Oli modificati
A partire dagli oli animali, vegetali, minerali ed essenziali, si possono ottenere i cosiddetti oli modificati, che sono stati trasformati in maniera da renderli più adatti ad una particolare applicazione.
In base al loro impiego, gli oli modificati possono essere suddivisi in:
- oli lubrificanti: per lubrificare parti di macchine in movimento;[3]
- oli vegetali utilizzati come combustibile: ad esempio biodiesel;[3]
- oli utilizzati come solvente;
- oli isolanti e oli dielettrici: ad elevato potere isolante, ottenuti generalmente da un processo di distillazione a vuoto degli oli minerali;[3]
- oli per tempra: utilizzati durante il processo di raffreddamento dell'acciaio;[3]
- oli emulsionabili (o solubili): oli minerali ai quali sono stati aggiunti agenti emulsionanti, utilizzati per formare emulsioni stabili con acqua;[3]
- oli siccativi: oli vegetali modificati, utilizzati nell'ambito della pittura ad olio.

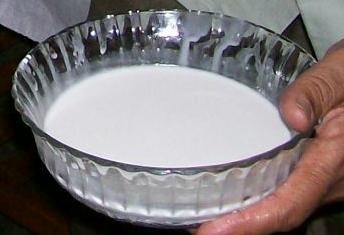
Olio di cocco
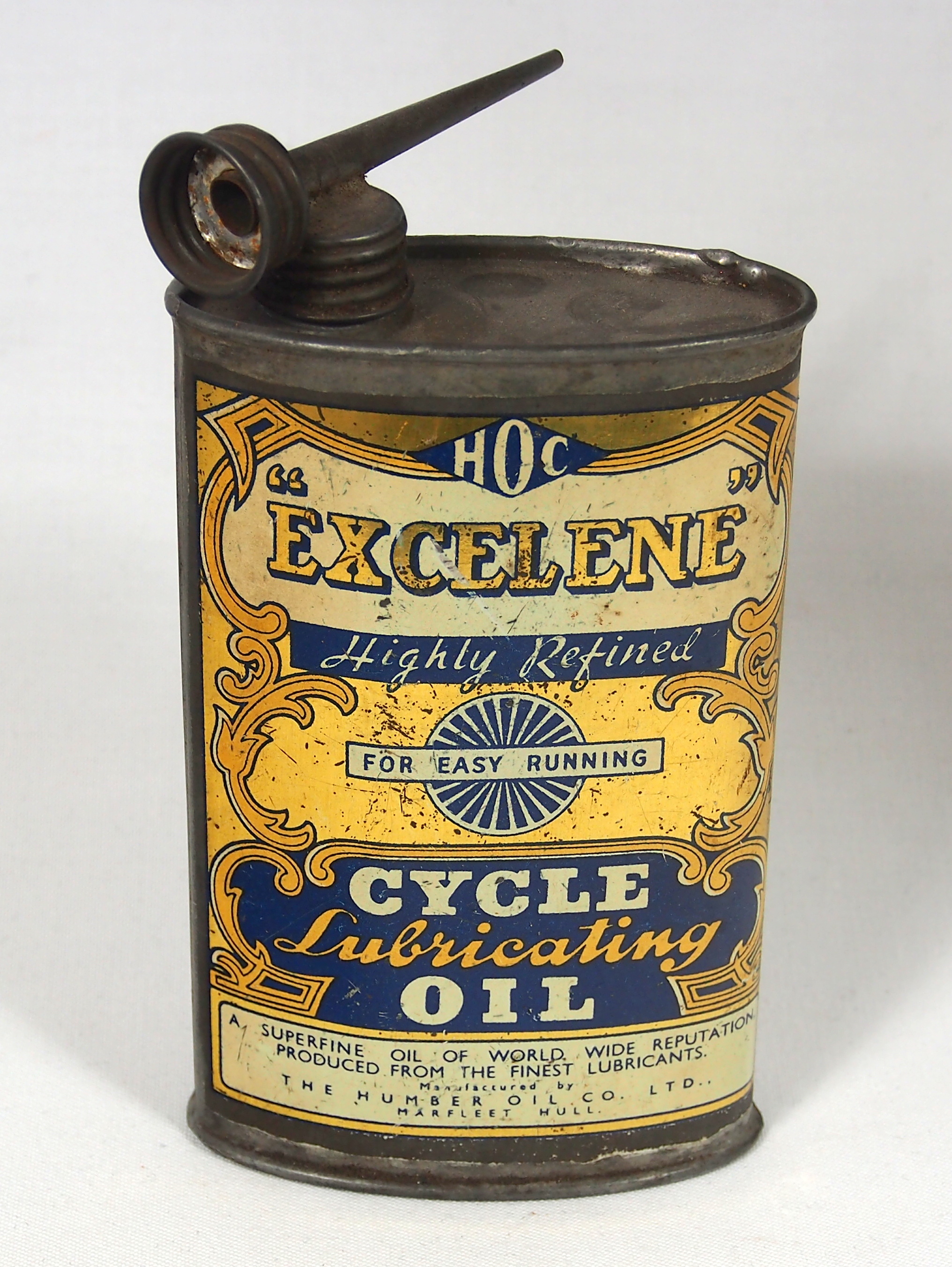
Olio lubrificante
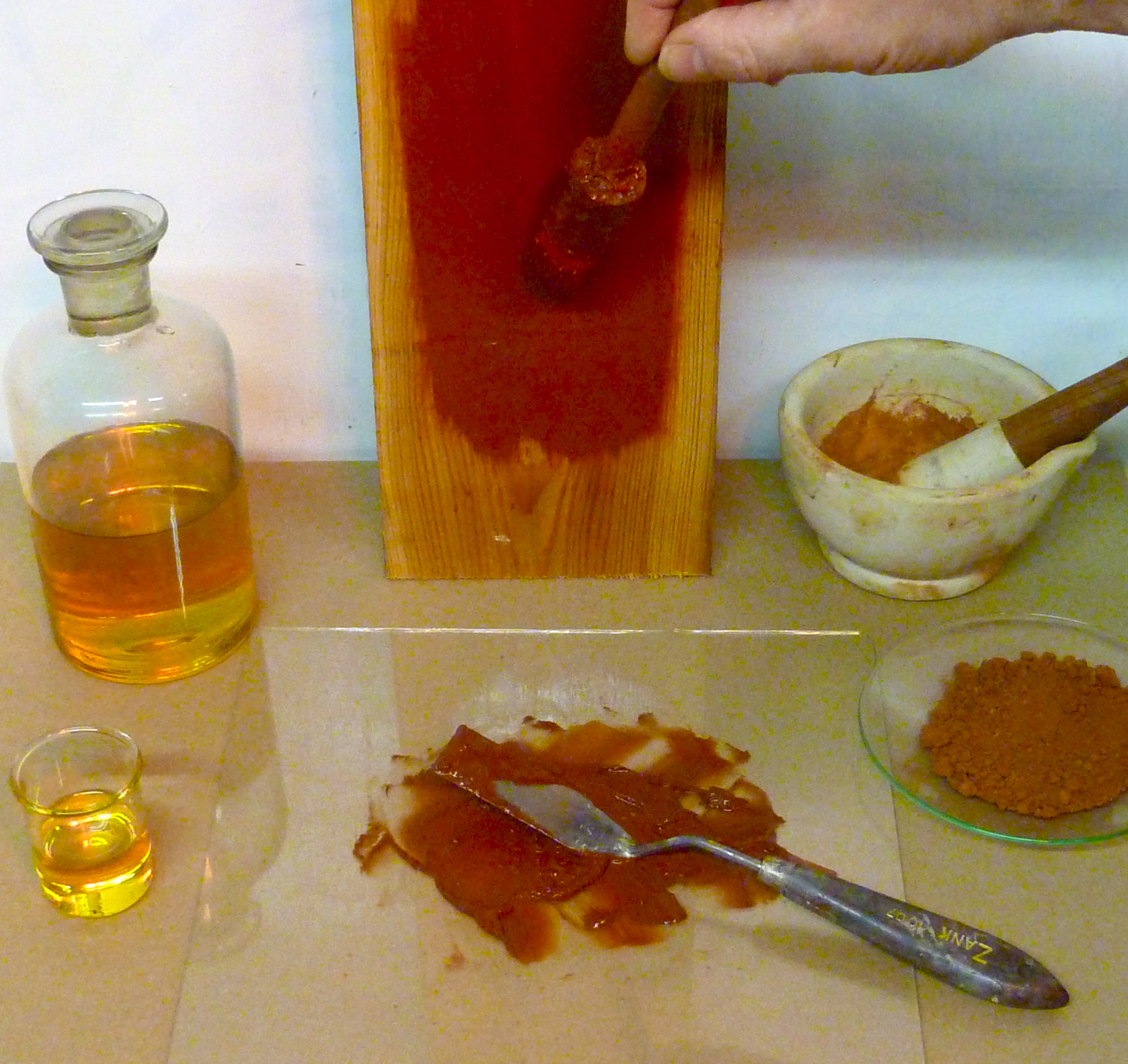
Utilizzo di olio siccativo (olio di semi di lino)